# Hattori Kohei (2000)
Hattori Kohei (sinh ngày 22 tháng 8 năm 2000) là một cầu thủ bóng đá người Nhật Bản.

## Sự nghiệp câu lạc bộ
Hattori Kohei hiện đang chơi cho Kyoto Sanga FC.